# Erasure
Erasure (транскр.  Ирејжер) британски је музички синтпоп дуо. Чланови су Винс Кларк (Vince Clarke), који свира на синтисајзеру и пише текстове и Анди Бел (Andy Bell), певач. Дебитовали су 1985. са синглом „Who Needs Love Like That“. Од 1986. до 1997. постигли су низ успеха; 24 њихове песме су биле међу првих двадесет хитова у ВБ, а од њихових 37 синглова, чак 34 је било међу првих 40 у истој земљи, а 17 у првих десет. То их је уврстило у „неприкосновене синтпоп суперзвезде“. Осим у Великој Британији, дуо је постао познат широм света, Европи, САД и Јужној Америци, посебно Аргентини и продао преко 25 милиона албума. Веома су популарни и међу LGBT популацијом, посебно певач Анди Бел због отвореног изјашњавања о својој сексуалној оријентацији, па је проглашен и геј иконом.

## Дискографија
| Година | Назив албума |
| 1986.  |              |
| 1987.  |              |
| 1988.  |              |
| 1989.  |              |
| 1991.  |              |
| 1994.  |              |
| 1995.  |              |
| 1997.  |              |
| 2000.  |              |
| 2003.  |              |
| 2005.  |              |
| 2007.  |              |
| 2011.  |              |
| 2013.  |              |
| 2014.  |              |
| 2017.  |              |
| 2020.  |              |